# Golden Globe Race 2018
Pour les articles homonymes, voir Golden Globe.
Navigation
G. G. Challenge 1968 G. G. Race 2022
La Golden Globe Race 2018 est une course à la voile autour du monde en solitaire, qui a débuté le 1er juillet 2018 au départ des Sables-d'Olonne, en France. Le vainqueur est Jean-Luc Van Den Heede, arrivé le 29 janvier 2019, avec un parcours effectué en 211 jours, 23 heures, 12 minutes, 19 secondes,.  
La course se déroule cinquante ans après le Golden Globe Challenge, première course en solitaire autour du monde qui a inspiré celles du BOC Challenge et du Vendée Globe.

## Réglementation: une course à l'ancienne

### Type de voiliers autorisés
Les participants sont limités à naviguer sur des bateaux aux équipements similaires à ceux qui étaient disponibles à l'époque du Golden Globe Challenge en 1968. Cela signifie naviguer sans technologie moderne et sans bénéficier des aides à la navigation par satellite. Les concurrents doivent naviguer sur des bateaux de série de 9,75 m à 10,97 m (32 pieds à 36 pieds) conçus avant 1988, ceux-ci doivent être munis d'une quille pleine longueur avec safran sur le bord de fuite, et avoir été construits à au moins vingt exemplaires. De plus, les bateaux utilisés doivent être en polyester et avoir un déplacement minimal de 6,2 t.  
Les concurrents sont autorisés à modifier leur bateau uniquement de manière à améliorer leur sécurité. Par exemple, en ajoutant des renforts et des cloisons étanches. Ils peuvent cependant retirer quelques accessoires trop encombrants, comme la table centrale de la cabine.  

### Gréement et voiles
Le gréement ne doit pas dépasser la hauteur du voilier d'origine. Les navigateurs ne peuvent emporter plus de onze voiles à bord des bateaux équipés d'un seul mât (cotre et sloop), et treize voiles pour les voiliers possédant deux mâts (ketch). De plus, les concurrents sont soumis à une pénalité d'une journée par voile manquante à l'arrivée de la course. Les chaussettes habituellement utilisées pour le spinnaker sont interdites. Les matériaux récents et autres fibres de haute performances sont interdites (Dacron, nylon, polyester...). En outre, les enrouleurs pour le code zéro sont interdits, mais autorisés pour le génois. Enfin, les élastiques utilisés dans l'objectif de ferler le spi ne sont pas autorisés, en revanche des brins de laine peuvent l'être.

## Le parcours
L'épreuve débute le 1er juillet 2018 depuis les Sables-d'Olonne et se court d'ouest en est à travers le monde en passant par les grands caps, Cap de Bonne-Espérance, Cap Leeuwin et Cap Horn. Il y a plusieurs « portes de passage » le long de la route, où les skippers peuvent être interviewés (sans s'arrêter) et où ils peuvent transmettre des films et des lettres.

## Listes des engagés
| Navigateur             | Nom du bateau              | Modèle de bateau            |
| ---------------------- | -------------------------- | --------------------------- |
| Abhilash Tomy          | Thuriya                    | Ketch réplique ERIC Suhaili |
| Antoine Cousot         | Viscaya                    | Biscay 36                   |
| Are Wiig               | Olleanna                   | OE 32                       |
| Ertan Beskardes        | Lazy Otter                 | Rustler 36                  |
| Francesco Cappelletti  | 007                        | Endurance 35                |
| Gregor McGuckin        | Hanley Energy Endurance    | Biscay 36                   |
| Igor Zaretskiy         | Esmeralda                  | Endurance 35                |
| Istvan Kopar           | Puffin                     | Tradewind 35                |
| Jean-Luc Van Den Heede | Matmut                     | Rustler 36                  |
| Kevin Farebrother      | Silver Heels               | Tradewind 35                |
| Loïc Lepage            | Laaland                    | Nicholson 32 Mk XI          |
| Mark John Sinclair     | Coconut                    | Lello 34                    |
| Mark Slats             | Maverick                   | Rustler 36                  |
| Nabil Amra             | Ele May May                | Biscay 36                   |
| Philippe Péché         | PRB (ex Grégal)            | Rustler 36                  |
| Susie Goodall          | DHL Starlight (ex Ariadne) | Rustler 36                  |
| Tapio Lehtinen         | Asteria                    | Gaia 36                     |
| Uku Randmaa            | Maibi                      | Rustler 36                  |

Début octobre 2017, Susie Goodall annonce qu'elle participera à la course à bord d'un Rustler 36 nommé Ariadne ; elle est engagée avec l'entreprise Seldén Masts. Âgée de 27 ans, la Britannique est la plus jeune concurrente inscrite sur la liste des engagées. Le 5 décembre 2017, Philippe Péché est annoncé sur la liste des engagés avec un Rustler 36 aux couleurs de PRB. L'entreprise française a déjà été engagée à sept reprises sur le Vendée Globe et obtenu deux victoires en 2000-2001 et 2004-2005 respectivement avec Michel Desjoyeaux et Vincent Riou,.

## Classement
| Navigateur             | Cap de Bonne-Espérance | Porte de Storm Bay en Tasmanie                                                                                               | Cap Horn | Arrivée | |
| ---------------------- | --- | --- | --- | --- | --- |
| Jean-Luc Van Den Heede | 23 août | 5 octobre | 23 novembre | 29 janvier 2019 | |
| Mark Slats             | 27 août | 21 octobre | 2 décembre | 31 janvier 2019 | |
| Uku Randmaa            | 31 août | 27 octobre | 19 décembre | 10 mars 2019 | |
| Istvan Kopar           | 9 septembre | 4 novembre | 1er janvier 2019 | 21 mars 2019 | |
| Tapio Lehtinen         | 9 septembre | 7 novembre | 6 février | 19 mai 2019 | |
| Abandon (dans l'ordre) | | | | | |
| Francesco Cappelletti  | N'a pas pris part au départ, abandon officiel le 5 juillet 2018                                                              | N'a pas pris part au départ, abandon officiel le 5 juillet 2018                                                              | N'a pas pris part au départ, abandon officiel le 5 juillet 2018                                                              | N'a pas pris part au départ, abandon officiel le 5 juillet 2018                                                              | N'a pas pris part au départ, abandon officiel le 5 juillet 2018                                                              |
| Ertan Beskardes        | Abandon le 5 juillet 2018 à La Corogne. Ne souhaite pas poursuivre à cause de l’impossibilité de communiquer avec sa famille | Abandon le 5 juillet 2018 à La Corogne. Ne souhaite pas poursuivre à cause de l’impossibilité de communiquer avec sa famille | Abandon le 5 juillet 2018 à La Corogne. Ne souhaite pas poursuivre à cause de l’impossibilité de communiquer avec sa famille | Abandon le 5 juillet 2018 à La Corogne. Ne souhaite pas poursuivre à cause de l’impossibilité de communiquer avec sa famille | Abandon le 5 juillet 2018 à La Corogne. Ne souhaite pas poursuivre à cause de l’impossibilité de communiquer avec sa famille |
| Kevin Farebrother      | Abandon le 15 juillet 2018. "Désillusion envers la navigation en solitaire et le manque de sommeil"                          | Abandon le 15 juillet 2018. "Désillusion envers la navigation en solitaire et le manque de sommeil"                          | Abandon le 15 juillet 2018. "Désillusion envers la navigation en solitaire et le manque de sommeil"                          | Abandon le 15 juillet 2018. "Désillusion envers la navigation en solitaire et le manque de sommeil"                          | Abandon le 15 juillet 2018. "Désillusion envers la navigation en solitaire et le manque de sommeil"                          |
| Nabil Amra             | Abandon le 17 juillet 2018 à cause d'une casse du régulateur d'allure, arrêt à Ténérife                                      | Abandon le 17 juillet 2018 à cause d'une casse du régulateur d'allure, arrêt à Ténérife                                      | Abandon le 17 juillet 2018 à cause d'une casse du régulateur d'allure, arrêt à Ténérife                                      | Abandon le 17 juillet 2018 à cause d'une casse du régulateur d'allure, arrêt à Ténérife                                      | Abandon le 17 juillet 2018 à cause d'une casse du régulateur d'allure, arrêt à Ténérife                                      |
| Antoine Cousot         | Abandon le 24 août 2018 à cause d'une casse du régulateur d'allure et de blessures à l'épaule et au pouce                    | Abandon le 24 août 2018 à cause d'une casse du régulateur d'allure et de blessures à l'épaule et au pouce                    | Abandon le 24 août 2018 à cause d'une casse du régulateur d'allure et de blessures à l'épaule et au pouce                    | Abandon le 24 août 2018 à cause d'une casse du régulateur d'allure et de blessures à l'épaule et au pouce                    | Abandon le 24 août 2018 à cause d'une casse du régulateur d'allure et de blessures à l'épaule et au pouce                    |
| Philippe Péché         | Abandon le 25 août 2018 à cause d'une casse du régulateur d'allure, arrêt au Cap                                             | Abandon le 25 août 2018 à cause d'une casse du régulateur d'allure, arrêt au Cap                                             | Abandon le 25 août 2018 à cause d'une casse du régulateur d'allure, arrêt au Cap                                             | Abandon le 25 août 2018 à cause d'une casse du régulateur d'allure, arrêt au Cap                                             | Abandon le 25 août 2018 à cause d'une casse du régulateur d'allure, arrêt au Cap                                             |
| Are Wiig               | Abandon le 27 août 2018 après avoir chaviré et démâté alors qu'il réparait son régulateur d'allure                           | Abandon le 27 août 2018 après avoir chaviré et démâté alors qu'il réparait son régulateur d'allure                           | Abandon le 27 août 2018 après avoir chaviré et démâté alors qu'il réparait son régulateur d'allure                           | Abandon le 27 août 2018 après avoir chaviré et démâté alors qu'il réparait son régulateur d'allure                           | Abandon le 27 août 2018 après avoir chaviré et démâté alors qu'il réparait son régulateur d'allure                           |
| Abhilash Tomy          | Abandon le 24 septembre 2018 après avoir démâté près de l'île Amsterdam                                                      | Abandon le 24 septembre 2018 après avoir démâté près de l'île Amsterdam                                                      | Abandon le 24 septembre 2018 après avoir démâté près de l'île Amsterdam                                                      | Abandon le 24 septembre 2018 après avoir démâté près de l'île Amsterdam                                                      | Abandon le 24 septembre 2018 après avoir démâté près de l'île Amsterdam                                                      |
| Gregor McGuckin        | Abandon le 24 septembre 2018 après avoir démâté près de l'île Amsterdam                                                      | Abandon le 24 septembre 2018 après avoir démâté près de l'île Amsterdam                                                      | Abandon le 24 septembre 2018 après avoir démâté près de l'île Amsterdam                                                      | Abandon le 24 septembre 2018 après avoir démâté près de l'île Amsterdam                                                      | Abandon le 24 septembre 2018 après avoir démâté près de l'île Amsterdam                                                      |
| Loïc Lepage            | Abandon le 21 octobre 2018 après avoir démâté à 600 miles au sud ouest de Perth (était déjà dans la classe 'Chichester')     | Abandon le 21 octobre 2018 après avoir démâté à 600 miles au sud ouest de Perth (était déjà dans la classe 'Chichester')     | Abandon le 21 octobre 2018 après avoir démâté à 600 miles au sud ouest de Perth (était déjà dans la classe 'Chichester')     | Abandon le 21 octobre 2018 après avoir démâté à 600 miles au sud ouest de Perth (était déjà dans la classe 'Chichester')     | Abandon le 21 octobre 2018 après avoir démâté à 600 miles au sud ouest de Perth (était déjà dans la classe 'Chichester')     |
| Susie Goodall          | Abandon le 5 décembre 2018 après avoir démâté à 2000 milles à l'ouest de la pointe sud de l'Amérique du Sud                  | Abandon le 5 décembre 2018 après avoir démâté à 2000 milles à l'ouest de la pointe sud de l'Amérique du Sud                  | Abandon le 5 décembre 2018 après avoir démâté à 2000 milles à l'ouest de la pointe sud de l'Amérique du Sud                  | Abandon le 5 décembre 2018 après avoir démâté à 2000 milles à l'ouest de la pointe sud de l'Amérique du Sud                  | Abandon le 5 décembre 2018 après avoir démâté à 2000 milles à l'ouest de la pointe sud de l'Amérique du Sud                  |
| Mark John Sinclair     | Abandon le 12 décembre 2018 à Adélaïde                                                                                       | Abandon le 12 décembre 2018 à Adélaïde                                                                                       | Abandon le 12 décembre 2018 à Adélaïde                                                                                       | Abandon le 12 décembre 2018 à Adélaïde                                                                                       | Abandon le 12 décembre 2018 à Adélaïde                                                                                       |
| Igor Zaretskiy         | Abandon en 2019, avant le cap Horn                                                                                           | Abandon en 2019, avant le cap Horn                                                                                           | Abandon en 2019, avant le cap Horn                                                                                           | Abandon en 2019, avant le cap Horn                                                                                           | Abandon en 2019, avant le cap Horn                                                                                           |